# ADIPOR2
ADIPOR2 (англ. Adiponectin receptor 2) – білок, який кодується однойменним геном, розташованим у людей на короткому плечі 12-ї хромосоми. Довжина поліпептидного ланцюга білка становить 386 амінокислот, а молекулярна маса — 43 884.
| 10         |  | 20         |  | 30         |  | 40         |  | 50         |
| ---------- |  | ---------- |  | ---------- |  | ---------- |  | ---------- |
| MNEPTENRLG |  | CSRTPEPDIR |  | LRKGHQLDGT |  | RRGDNDSHQG |  | DLEPILEASV |
| LSSHHKKSSE |  | EHEYSDEAPQ |  | EDEGFMGMSP |  | LLQAHHAMEK |  | MEEFVCKVWE |
| GRWRVIPHDV |  | LPDWLKDNDF |  | LLHGHRPPMP |  | SFRACFKSIF |  | RIHTETGNIW |
| THLLGCVFFL |  | CLGIFYMFRP |  | NISFVAPLQE |  | KVVFGLFFLG |  | AILCLSFSWL |
| FHTVYCHSEG |  | VSRLFSKLDY |  | SGIALLIMGS |  | FVPWLYYSFY |  | CNPQPCFIYL |
| IVICVLGIAA |  | IIVSQWDMFA |  | TPQYRGVRAG |  | VFLGLGLSGI |  | IPTLHYVISE |
| GFLKAATIGQ |  | IGWLMLMASL |  | YITGAALYAA |  | RIPERFFPGK |  | CDIWFHSHQL |
| FHIFVVAGAF |  | VHFHGVSNLQ |  | EFRFMIGGGC |  | SEEDAL     |  |            |

A: Аланін

C: Цистеїн

D: Аспарагінова кислота

E: Глутамінова кислота

F: Фенілаланін

G: Гліцин

H: Гістидин

I: Ізолейцин

K: Лізин

L: Лейцин

M: Метіонін

N: Аспарагін

P: Пролін

Q: Глутамін

R: Аргінін

S: Серин

T: Треонін

V: Валін

W: Триптофан

Кодований геном білок за функцією належить до рецепторів. 
Задіяний у таких біологічних процесах, як метаболізм жирних кислот, метаболізм ліпідів. 
Білок має сайт для зв'язування з іонами металів, іоном цинку. 
Локалізований у клітинній мембрані, мембрані.